# 영양 남경대
영양 남경대(英陽 攬景臺)는 대한민국 경상북도 영양군 입암면에 있는 정자이다. 2016년 9월 12일 경상북도의 문화재자료 제645호로 지정되었다.

## 지정 사유
영양 남경대는 풍광이 매우 수려한 반변천변의 나지막한 구릉 위에 세워진 정자이다. 안동권씨 용담(龍潭) 권지(權誌; 1567~1637)가 창건하였고, 아들인 번곡(樊谷) 권창업(權昌業; 1600~1663)이 물려받아 별서(別墅)로 삼았으며, 손자 산택재(山澤齋) 권태시(權泰時; 1635~1719)가 무너진 건물을 중건하여 학문 연구와 후학을 양성하는 강학처로 삼았다.
그 후 남경대는 다시 폐허로 변하였다가, 1916년에 중당협실형(中堂挾室形) 정자로 중건되었다. 중건된 남경대는 일제 강점기와 해방 이후의 혼란기를 거치면서 또 크게 퇴락하여, 현재는 1993년에 중건한 정면 3칸 측면 1.5칸의 중당협실형 건물이 세워져 있다.
1993년 중건된 남경대는 세부구성에서는 부분적으로 이전의 것과 다른 모습을 보이고 있으나 규모 및 위치, 주변 공간의 구성과 관계 등은 1916년 중건 때의 모습을 유지하고 있으며, 그 이름이 보여주듯이 주변 풍광이 매우 수려한 훌륭한 입지를 갖고 있다. 반변천과 동산천이 합수하는 지점의 언덕 위에 위치하고 있으며 전후좌우로는 송림이 둘러싸고 있어 풍경이 아름답고, 학문을 닦고, 후학을 기르는 교육의 장으로 기능하였다.
특히 권창업·태시 부자는 퇴계학통에 연결되는 영남학파의 일원으로서 남경대를 유수한 영남사림과 교유하는 장소로 이용하였다. 또“약계”를 조직하여 유력 향중 인사들과 함께 남경대에서 계회를 개최하는 등 인적 네트워크 운영의 거점으로 삼은 점 등 문화재로 지정되어 보존되어야 할 가치가 있다고 판단되어, 문화재자료로 지정하기로 한다.

## 지정 내역
| 번호  | 명칭                      | 재료 | 구조·형식·형태   | 규격                 | 수량 | 기타특징 |
| ----- | ------------------------- | ---- | ---------------- | -------------------- | ---- | -------- |
| 645호 | 영양 남경대 (英陽 攬景臺) | 1棟  | 1棟              | 1棟                  | 1棟  | 1棟      |
| 645호 | ① 남경대                  | 목조 | 홑처마, 팔작지붕 | 정면 3칸, 측면 1.5칸 | 1棟  |          |

## 참고 문헌
- 영양 남경대 - 국가유산청 국가유산포털